# Xenochroma aetherea
Xenochroma aetherea là một loài bướm đêm trong họ Geometridae.